# Tain-l’Hermitage
Tain-l’Hermitage, vor 1920 Tain, ist eine französische Gemeinde mit 5890 Einwohnern (Stand 1. Januar 2022) im Département Drôme (Region Auvergne-Rhône-Alpes), etwa 80 Kilometer südlich von Lyon an der Rhone gelegen. Der Fluss wird hier von der Hängebrücke Passerelle Marc Seguin überspannt, die Tain-l’Hermitage mit dem gegenüberliegenden Tournon-sur-Rhône verbindet. Der kleine Ort lebt im Wesentlichen von der Weinherstellung und zunehmend vom Tourismus.

## Lage und Verkehr
Tain-l’Hermitage liegt an der Autobahn A7 zwischen Lyon und Marseille mit einer eigenen Ausfahrt und an der Nationalstraße RN7. Der Ort verfügt über einen Bahnhof an der Bahnstrecke Paris–Marseille sowie eine Anlegestelle der Passagierschifffahrt.

## Geschichte
Tain entwickelte sich aus der keltischen Siedlung Tegna (später Tinctum) an der Heerstraße zwischen dem Mittelmeer und dem zentralen Europa. Die Siedlung wurde mit einer Stadtmauer umgeben, von der bis heute das Batie-Tor erhalten ist. Aus der Römerzeit stammt auch der Adret-Turm, damals als Waffendepot errichtet, und der Stieropfer-Altar aus dem Jahr 184 n. Chr. Ursprünglich befand sich der Opferstein in der Nähe des Herkules-Tempels. Nach dessen Beseitigung wurde er vergraben. Ein Einsiedler fand ihn schließlich wieder und verkaufte ihn an einen Engländer. Der Abtransport wurde jedoch von zwei Stadtkonsuln verhindert, die stattdessen für die Aufstellung auf dem Place Taurobole an der Hauptstraße sorgten und ihn unter Denkmalschutz stellen ließen.
Im 12. Jahrhundert war Tain Lehen der Dauphins von Viennois. Hier, im Vorgängerbau der Kirche Notre Dame de Tain, fand im Jahr 1350 die Hochzeit des Dauphins und künftigen Königs Karl V. mit Johanna von Bourbon statt.

### Bevölkerungsentwicklung
| Jahr                       | 1962 | 1968 | 1975 | 1982 | 1990 | 1999 | 2006 | 2018 |
| Einwohner                  | 5077 | 5377 | 5563 | 5387 | 5003 | 5503 | 5764 | 6131 |
| Quellen: Cassini und INSEE |      |      |      |      |      |      |      |      |

## Wirtschaft
Große Bedeutung hat der Weinbau – Tain erhielt deshalb 1920 als Zusatz zum Stadtnamen die Bezeichnung Hermitage nach der bekanntesten Lage. Tain l’Hermitage ist Sitz einer Winzergenossenschaft und mehrerer großer Handelshäuser. Neben dem Hermitage werden auch Weine der Sorte Crozes-Hermitage und Saint-Joseph erzeugt. Jährlich findet im Monat Februar eine Weinmesse statt. Tain ist zugleich das Zentrum des Obstanbaus im Rhônetal. Über die Region hinaus ist auch die Schokoladenindustrie (Valrhona) von Bedeutung.

## Bauwerke (Auswahl)
- Notre Dame de Tain, eine katholische Kirche aus dem Jahr 1838.
Sie entstand als zweiter Neubau eines im 10. Jahrhundert errichteten Gotteshauses. Das erste neue Kirchengebäude wurde nach den Religionskriegen im 16. Jahrhundert gebaut. Der Kirchturm wurde 1865 hinzugefügt und ist mit einem Geläut aus 13 Bronzeglocken ausgestattet.
- Kapelle St. Christophe
Sie wurde im Jahr 1100 am Standort eines dem Gott Herkules gewidmeten römischen Tempels errichtet und gehörte zum Kloster Saint-André-le-Bas von Vienne. Nutzer waren Einsiedler, von denen sich die Bezeichnung des Hügels als Hermitage ableitet. 1861–1864 wurde sie durch einen Neubau ersetzt. Eine Familie Jaboulet kaufte das Bauwerk 1919 und ließ es 1980 total neu aufbauen. Die kleine Kapelle steht auf dem Hügel Hermitage mit Blick über die Rhône, in das Ardèche-Gebirge und zu den Voralpen. Sie ist seit 1934 als Monument historique eingetragen.
- Salzspeicher
Er wurde auf Anordnung von Charles VII um 1550 gebaut. Hier mussten fortan alle Salzlieferungen für das Dauphiné zwischengelagert werden und eine Salzsteuer wurde erhoben. Dadurch entstand ein neuer Erwerbszweig und die Stadt konnte sich wirtschaftlich entwickeln. Als Speicher verlor das Gebäude 1630 seine Bedeutung, jedoch gewährte der Regent der Stadt Tain Preisnachlässe beim Einkauf des vor allem für die Landwirtschaft benötigten Salzes.
- Fußgängerbrücke (1849) von Marc Seguin über den Fluss nach Tournon-sur-Rhône, seit 1985 als Monument historique eingetragen
- Museum der neuen École de Paris
- Rathaus
Das erste Verwaltungsgebäude der Stadt Tain wurde 1807 errichtet. 1840 erhielt es zwei zusätzliche Seitenflügel und wurde 1972 in seiner jetzigen Form neu aufgebaut.[1]
- Altar für ein Taurobolium aus dem 2. Jahrhundert n. Chr., seit 1840 als Monument historique klassifiziert

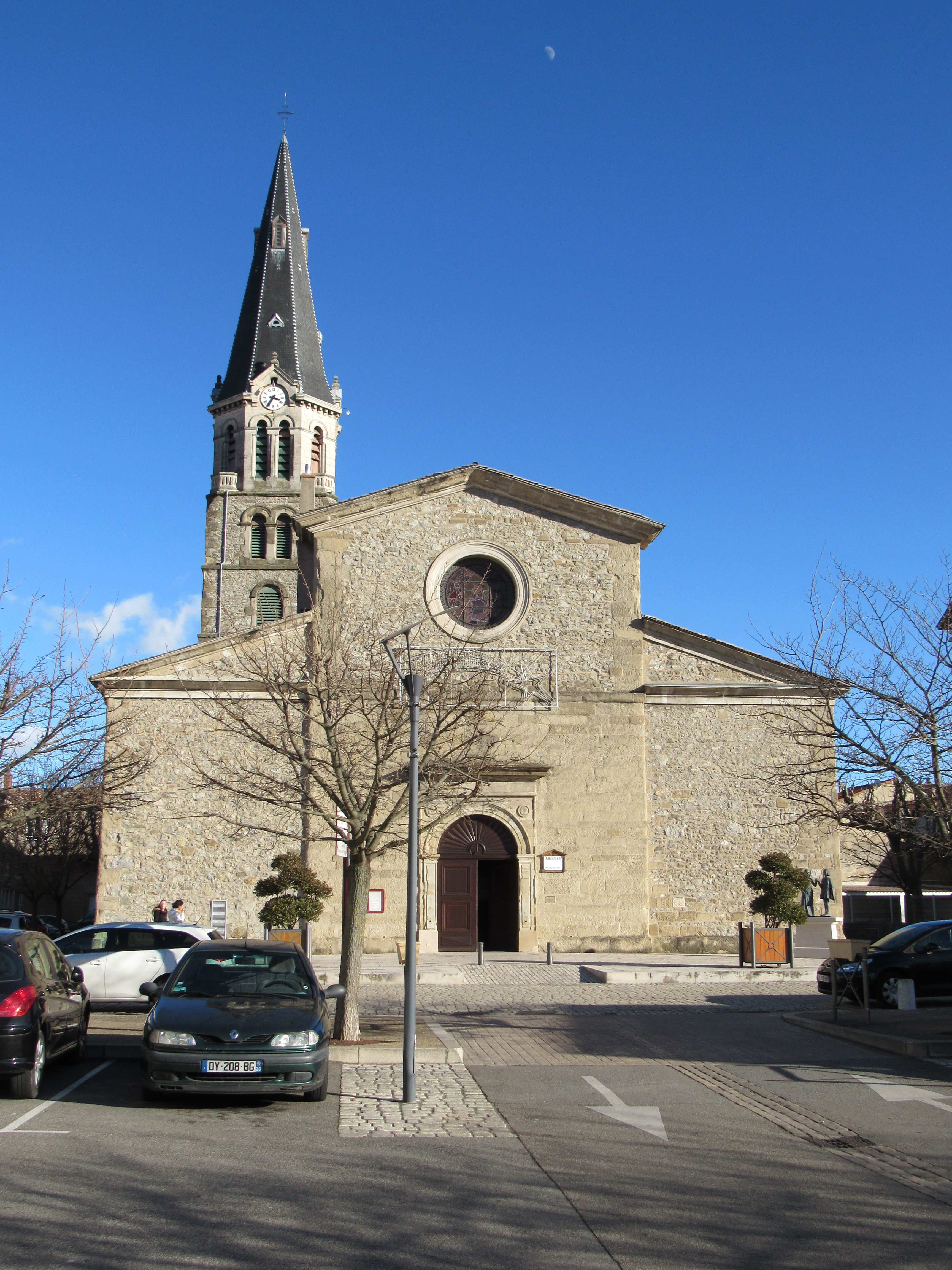
Kirche Notre-Dame
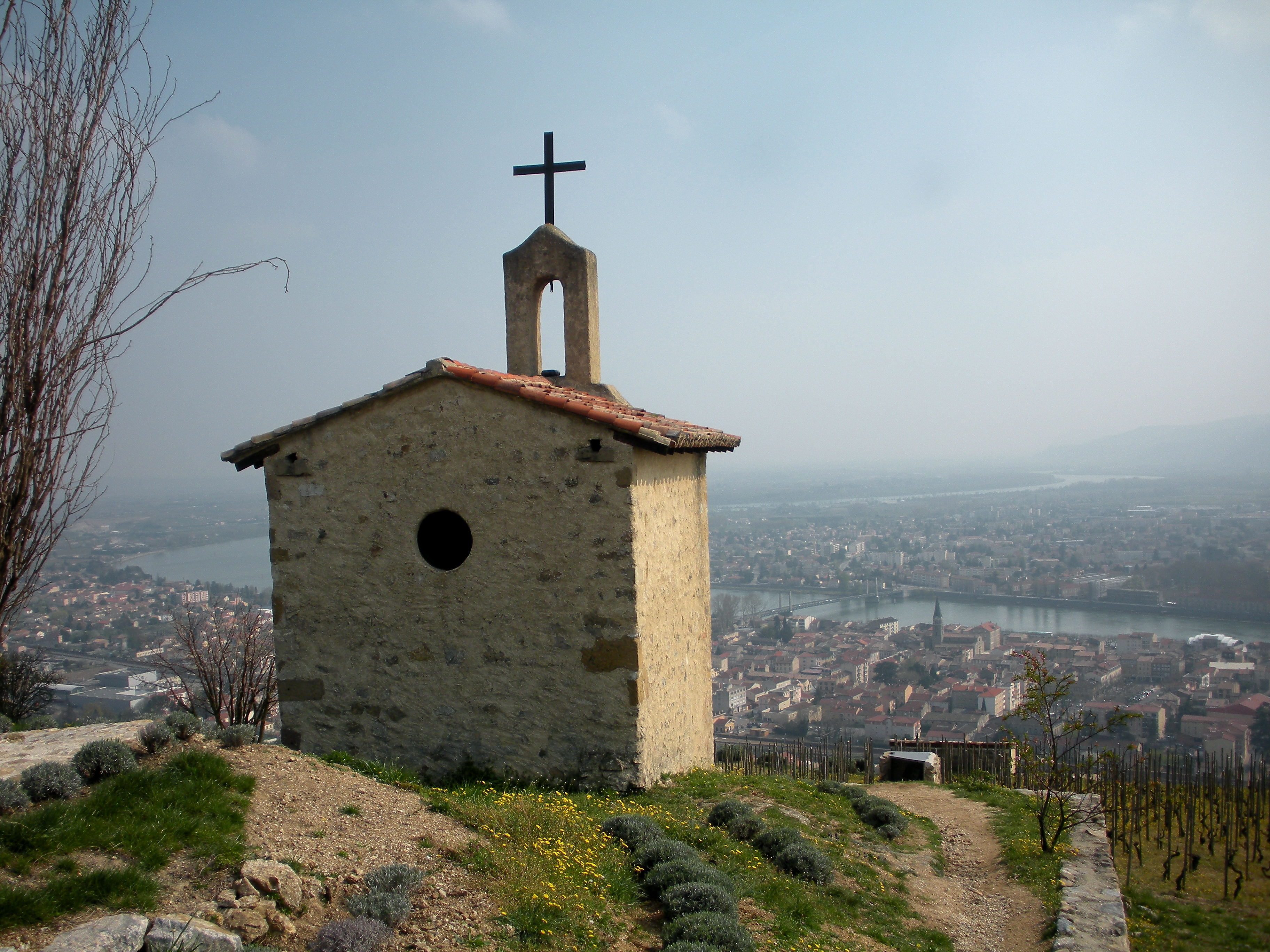
Kapelle Saint-Christophe
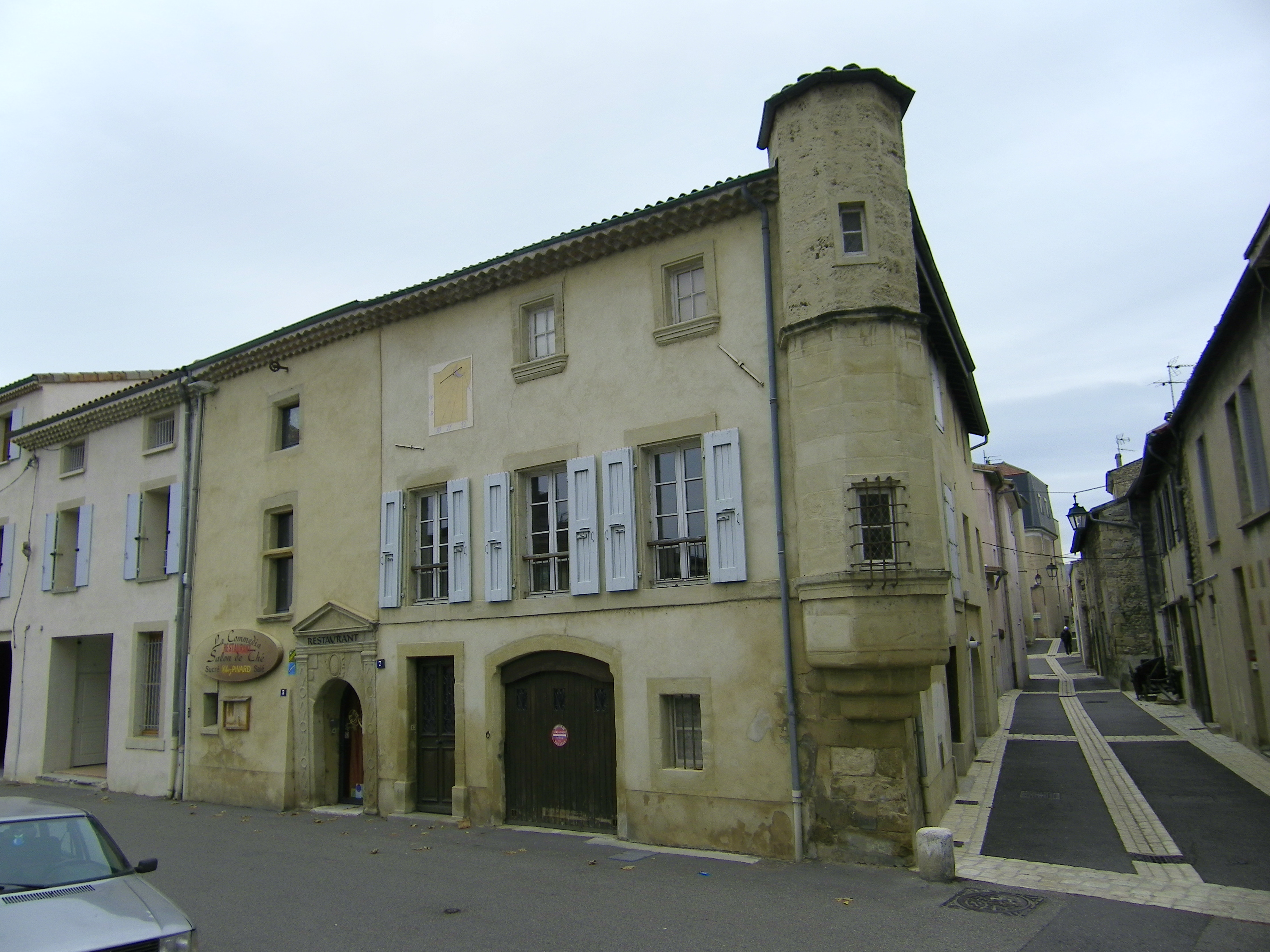
Salzspeicher
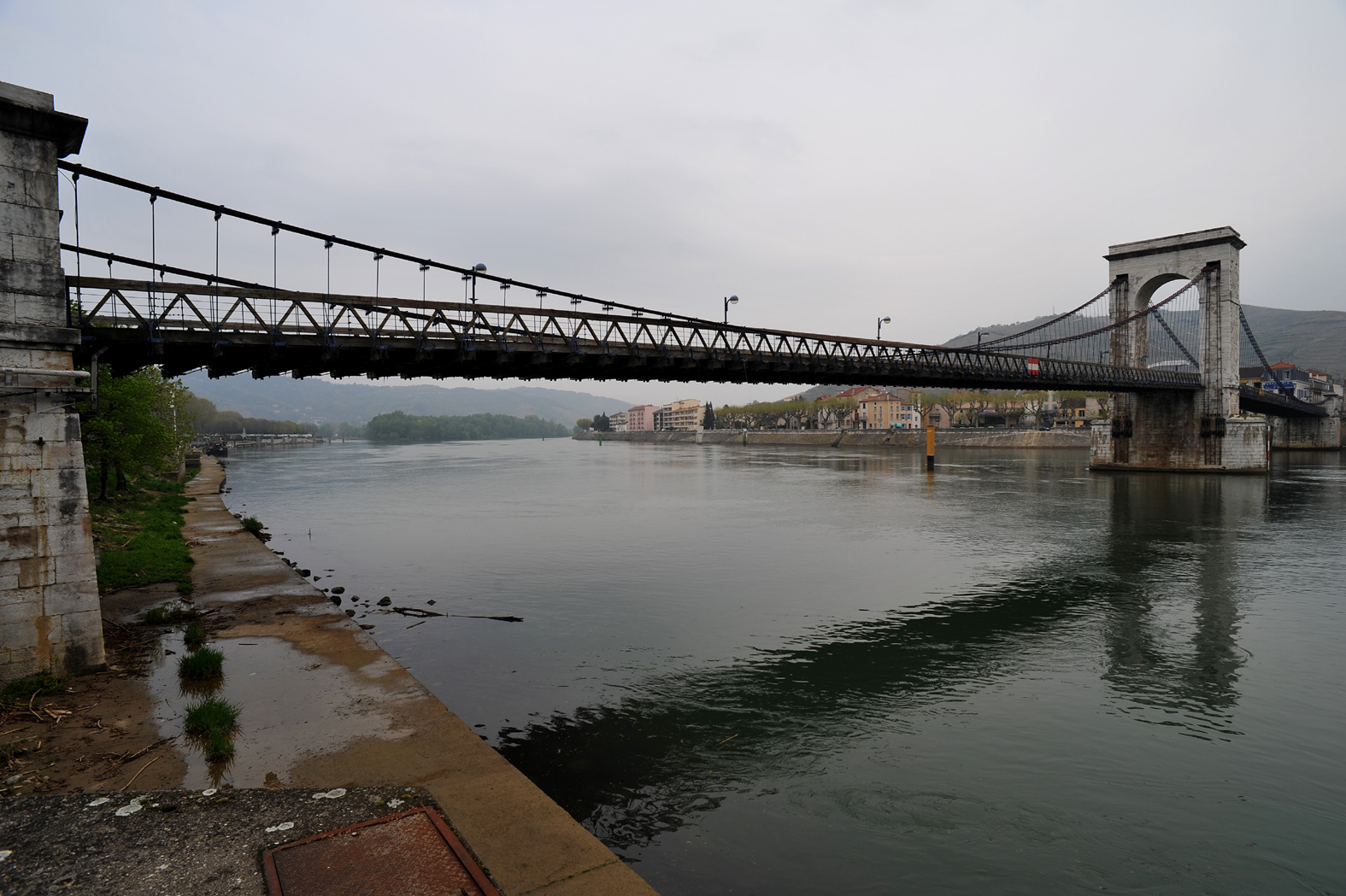
Fußgängerbrücke über die Rhone
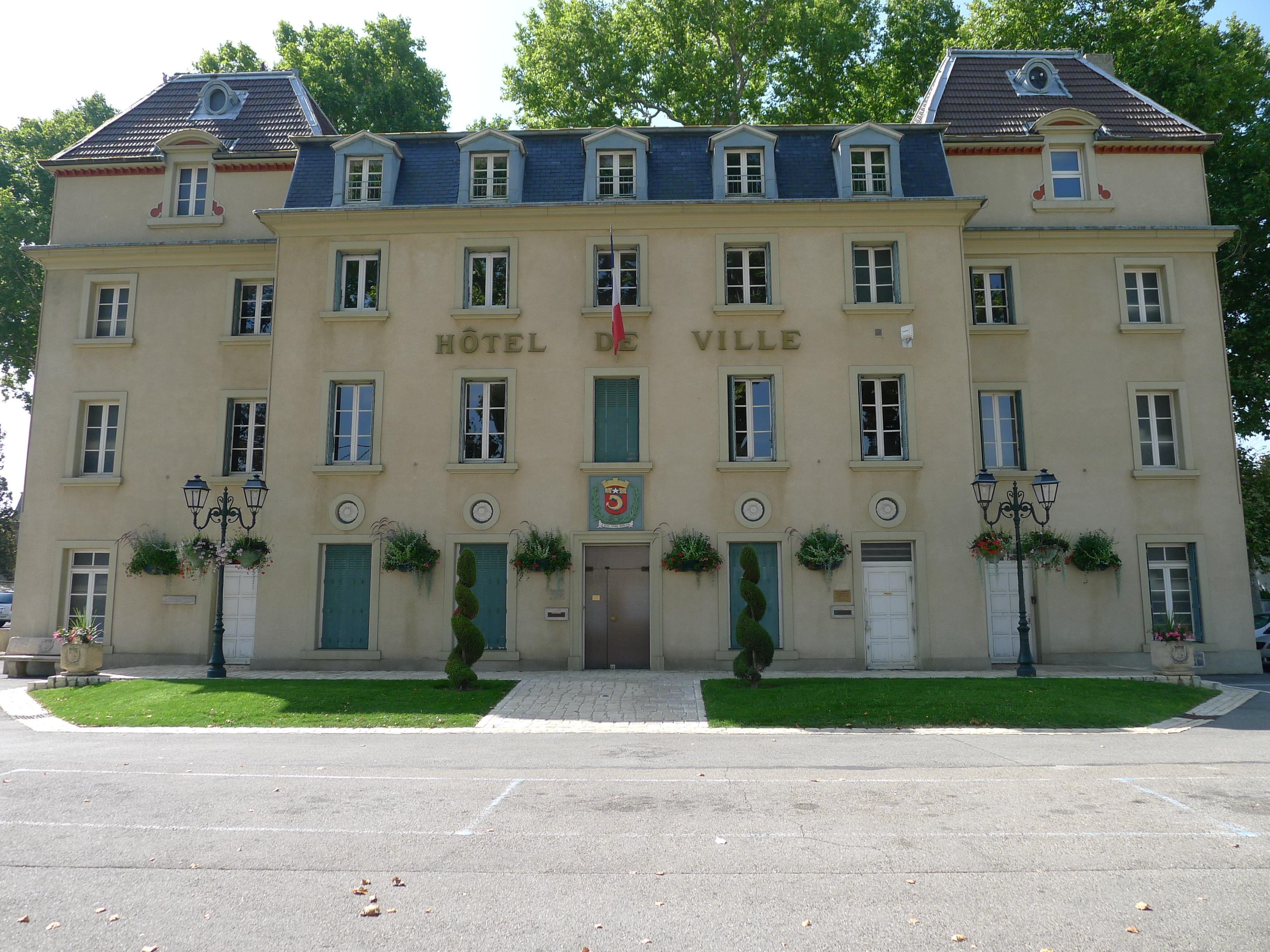
Hôtel de ville
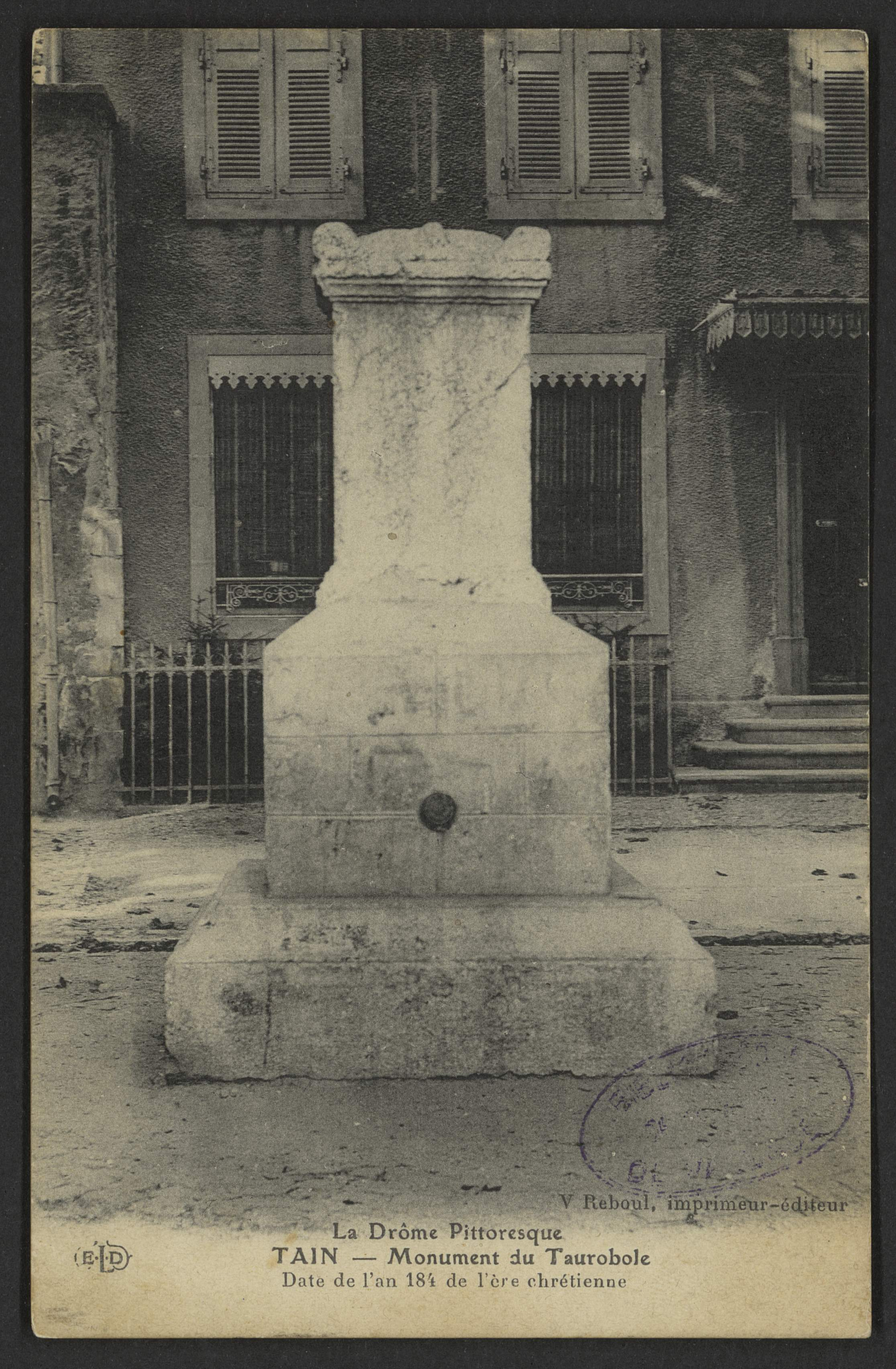
Taurobolium-Altar

## Städtepartnerschaften
Städtepartnerschaften bestehen mit
- Fellbach in Deutschland
- Erba in Italien

## Persönlichkeiten
- Elie Blanc (1846–1926), Theologe, Philosoph, Lexikograf und Romanist
- Émile Friol (1881–1916), Radsportler